# Samia fusca
Samia fusca är en fjärilsart som beskrevs av Watson 1912. Samia fusca ingår i släktet Samia och familjen påfågelsspinnare. Inga underarter finns listade.